# Pierina Dealessi
Pierina Dealessi (Turín, 25 de diciembre de 1894-Buenos Aires, 21 de enero de 1983) fue una actriz italiana nacionalizada argentina.

## Biografía
Nació en la región del Piamonte, en el norte de Italia, y siendo una niña llegó a Buenos Aires. Inició su carrera integrando los elencos del empresario Pascual Carcavallo en el Teatro El Nacional y en el circo de los Hermanos Podestá.
Luego de su formación actoral con Roberto Casaux formó su propia compañía con Carlos Morganti.
En 1930 inició su carrera cinematográfica en la película muda "Adiós Argentina", de Mario Parpagnoli, con Libertad Lamarque. Luego continuó su carrera generalmente con personajes cómicos, destacándose en "Mosquita muerta", aunque también interpretó personajes dramáticos como en "Fúlmine" o "Mi hermano Esopo". Tuvo trabajos importantes como en "El centroforward murió al amanecer" y una actuación especial en "No toquen a la nena".
Actuó con figuras del espectáculo como Zully Moreno, Norma Aleandro, Luis Sandrini, Javier Portales, entre otros.
Junto a Olinda Bozán y Pepita Muñoz formó un exitoso trío en teatro, destacándose en "Las alegres comadres del barrio". De una gran carrera teatral participó en obras como "La gallina clueca", "Jubilación en trámite", entre otras e incursionó en la televisión desde la década de 1970" como "Me llaman Gorrión", "Juana Rebelde" y "Viernes de Pacheco". A mediados de la década del 50 sufrió censura tras la instalación de la dictadura militar de Eduardo Lonardi.
Realizó su última intervención cinematográfica en 1978 en "El fantástico mundo de María Montiel", de Jorge Zuhair Jury. Fue íntima amiga de Eva Duarte, y en 1950 integró la primera comisión directiva del Ateneo Cultural Eva Perón lo integraba un grupo de artistas; entre ellas: Iris Marga, Virginia Luque, Fanny Navarro, Sabina Olmos, Silvana Roth, Rosita Contreras, Perla Mux y la propia Pierina Dealessi.
Falleció el 21 de enero de 1983 en Buenos Aires a los 88 años.
Una calle del Barrio Puerto Madero en la Ciudad de Buenos Aires lleva su nombre.

## Filmografía
- El fantástico mundo de la María Montiel (1978)
- No toquen a la nena (1976)
- El centroforward murió al amanecer (1961)
- El millonario (1955)
- Mi hermano Esopo (Historia de un Mateo) (1952)
- Me casé con una estrella (1951)
- El morocho del Abasto (La vida de Carlos Gardel) (1950)
- Fúlmine (1949)
- Pantalones cortos (1949)
- Don Bildigerno en Pago Milagro (1948)
- Mosquita muerta (1946)
- Una porteña optimista (1937)
- Puente Alsina (1935)
- El amanecer de una raza (1931)
- Adiós Argentina (1930)

## Teatro
- 1933: Se vende una negra, con una Compañía con Alfredo Camiña, Marcos Caplán y Enrique Serrano. Estrenada en el Teatro Smart.